# 甘遂烷
甘遂烷（英語：Tirucallane）是一种四环三萜物质，化学式为C30H54，是大戟烷的21S-立体异构体，其许多衍生物，如甘遂二烯醇，分布于各种植物中。

甘遂二烯醇